# Xã Shiawassee, Michigan
Xã Shiawassee (tiếng Anh: Shiawassee Township) là một xã thuộc quận Shiawassee, tiểu bang Michigan, Hoa Kỳ. Năm 2010, dân số của xã này là 2.840 người.